# Rednex
Rednex je švédská eurodance skupina, která svoji dráhu započala v polovině 90. let minulého století. Na svém kontě má přes 10 milionů prodaných nosičů a v žebříčcích bodovala se svými hity jako „Cotton Eye Joe“, „Old Pop in an Oak“, „Wish You Were Here“ nebo „Spirit of the Hawk“.

## Historie
Skupina Rednex byla založena Annikou „Marie Joe“ Ljungberg a měla průlom v roce 1994 se světovým mega hitem „Cotton Eye Joe“. Z více než deseti milionů prodaných záznamů v dvanácti zemích bylo nejméně 41 zlatých záznamů a pět evropských trojitých Platin, Rednex je jeden z největších švédských hudebních exportů. 25 týdnů se drželi v německých diagramech (ostatní jen 19). Rednex cestují po celém světě. Jejich singl „Fe Fi (The Old Man Died)“ byl vysílán na otevíracím ceremoniálu světového atletického mistrovství v Helsinkách a byl vysílán po celém světě.
V roce 2006 se umístili s písní „Mama, Take Me Home“ na šestém místě ve švédském národním kole Eurosongu, tzv. Melodifestivalen, díky kterému by se mohli kvalifikovat na mezinárodní soutěž Velká cena Eurovize. V roce 2007 se pokoušeli dostat na Eurovizi prostřednictvím rumunského kola, a to s písní „Well-O-Wee“ spolu se skupinou Ro-mania, avšak byli diskvalifikováni. V roce 2008 se opět dostali do rumunského národního kola spolu se skupinou Ro-mania a písní „Railroad Railroad“. Dostali se až do finále, kde skončili devátí.

## Členové

### Mary Joe
Annika Ljungberg neboli Mary Joe založila skupinu v polovině 90. let. Poté na čas odešla a v roce 2005 se opět vrátila ke skupině. Hraje na foukací harmoniku a zpívá. Je vdaná za Jense Sylsjö, s kterým má dceru Molly.

### Cotton Eye Joe
Jens Sylsjö neboli Cotton Eye Joe. Hraje na housle, akustickou a elektrickou kytaru a zpívá. Dříve dělal reportéra ve švédské televizi. Nyní hraje se skupinou, je ženatý s Annikou, s níž má dceru Molly.

### Maverick
Anders Lundström neboli Maverick hraje na banjo, elektrickou kytaru, tahací harmoniku a zpívá.

## Diskografie

### Studiová alba
- Sex & Violins, 1995
- Farm out, 2000
- The Best of the West, 2002
- Saturday Night Beaver, 2010

### Singly
- Cotton Eye Joe, 1994
- Old Pop in an Oak, 1995
- Wish You Were Here, 1995
- Wild 'N Free, 1995
- Rolling Home, 1995
- Riding Alone, 1997
- The Way I Mate, 2000
- The Spirit of the Hawk, 2000
- Hold Me for a While, 2000
- The Chase, 2001
- Cotton Eye Joe, 2002
- Mama Take Me Home, 2006
- Fe Fi (The Old Man Died), 2006
- Anyway you want me, 2007
- Looking for a Star, 2007
- With Bells on
- Railroad Railroad
- Dead Mans Hand
- Run Run Away
- Louisiana